# Glen Salmon
Glen Salmon (Salisbury, 24 december 1977) is een voormalig Zuid-Afrikaans profvoetballer. Eerder speelde Salmon voor FC Groningen, NAC Breda, PAOK Saloniki en Supersport United. Als international was hij actief voor het Zuid-Afrikaans voetbalelftal.

## Clubvoetbal

### Supersport United
In 1997 maakte Salmon op negentienjarige leeftijd in de competitiewedstrijd tegen Vaal Professionals zijn profdebuut voor Supersport United FC. Hij scoorde direct, maar zijn echte doorbraak volgde pas in het seizoen erop. Salmon maakte in het seizoen 1998/99 twaalf competitiedoelpunten en hielp Supersport United in mei 1999 met een goal aan winst in de bekerfinale tegen de favoriet Kaizer Chiefs.
De oud-international Theo de Jong was als scout actief in Zuid-Afrika en beval Salmon aan bij Ronald Spelbos, destijds de hoofdtrainer van NAC Breda. Op 21-jarige leeftijd maakte Salmon de overstap naar het Europese continent, om te voetballen bij de Parel van het Zuiden.

### NAC Breda
De Nederlandse club NAC Breda werd in 1998 de eerste Europese club voor Salmon. Hoewel Salmon moest wennen aan het Nederlandse voetbal, werd de spits onmiddellijk basisspeler. In het seizoen 1999/2000 speelde Salmon 26 wedstrijden en scoorde hij zestien keer. NAC Breda speelde destijds in de Eerste Divisie, maar mede dankzij de doelpunten van Salmon werd NAC kampioen en promoveerde het naar de Eredivisie.
In de seizoenen 2000/01 en 2001/02 scoorde Salmon twaalfmaal in 56 wedstrijden. De Zuid-Afrikaan vertrok in 2002 naar FC Groningen.

### FC Groningen
De Zuid-Afrikaan vertrok in 2002 naar FC Groningen, als aankoop van coach Dwight Lodeweges. Die werd echter al snel ontslagen en vervangen door Ron Jans. Bij het aantreden van Jans speelt FC Groningen in de eredivisie, maar bungelt voornamelijk onderaan de ranglijst. Onder de nieuwe trainer weet FC Groningen geleidelijk de weg naar boven te vinden en groeit de club uit tot een subtopper in de Eredivisie. Salmon kwam in totaal 118 keer in actie voor de Groningers en maakte 25 doelpunten. Salmon maakte het laatste doelpunt op het Oosterparkstadion in een bekerwedstrijd tegen FC Volendam (3-0).
Salmon begon het seizoen 2006/2007 bij FC Groningen en kwam voornamelijk als invaller in actie, mede door concurrentie van andere voorhoedespelers die er toen voetbalden, zoals Luis Suárez, Jack Tuyp en Erik Nevland. In het tussenseizoen wordt bekendgemaakt dat Salmon verhuurd wordt aan NAC Breda voor de resterende 6 maanden van het seizoen.
In zijn tweede periode bij NAC scoorde Salmon acht keer in tien competitiewedstrijden. Trainer Louis van Gaal wilde Salmon in 2007 naar AZ halen, maar dan moest die club eerst Danny Koevermans verkopen. Dat lukte niet zo snel en vervolgens tekende Salmon een tweejarig contract bij PAOK Saloniki uit Griekenland.

### PAOK Saloniki
In de zomer van 2007 tekende Salmon een contract voor 2 jaar bij PAOK Saloniki., dat in Griekenland een grote club is met een harde en fanatieke aanhang. Salmon speelde 34 wedstrijden, waarin hij 5 keer wist te scoren. Echter had de club veel financiële problemen, waardoor salarissen vaak te laat of niet betaald werden. Ondanks een contract voor nog een seizoen, vertrok Salmon in 2008 uit Thessaloniki.
Na negen jaar in het buitenland te hebben gespeeld, besloot Salmon in 2008 terug te keren naar Zuid-Afrika, om weer te voetballen bij Supersport United. Hij tekende er een driejarig contract.

### Supersport United
Glen Salmon sloot zich voor het seizoen 2008/09 aan bij Supersport United, destijds de regerend kampioen van de Premier Soccer League. Tijdens zijn eerste seizoen van zijn driejarig contract, had Salmon een belangrijk aandeel in het geprolongeerde kampioenschap, ook al maakte hij één doelpunt.
Tijdens het seizoen 2009/10 functioneert Salmon een stuk beter betreft het scoringsvermogen, waarmee hij zijn prestatie van zijn periode bij FC Groningen evenaart: in 21 competitiewedstrijden maakt hij 6 doelpunten. Tevens wordt hij met Supersport United voor de tweede keer landskampioen van Zuid-Afrika. Zijn laatste wedstrijd voor de club speelde hij op 19 mei 2012 tegen Bloemfontein Celtic. In totaal zou hij 62 wedstrijden spelen voor de club, waarin hij negenmaal het net wist te vinden.
Na zijn actieve spelerscarrière maakte Salmon op 6 juli 2012 bekend te gaan beginnen aan de cursus Coach Betaald Voetbal in Nederland.

## Interlands

### Zuid-Afrika
Hoewel Salmon geboren is in Rhodesië, komt hij uit voor Zuid-Afrika, het land waar hij opgegroeid is. Salmon speelde drie keer voor Bafana Bafana. Op 2 februari 2000 maakte de aanvaller tegen Algerije (1-1 gelijkspel) zijn debuut voor Zuid-Afrika. Meer dan twee jaar moest hij wachten op een nieuwe kans, want op 17 april 2002 speelde Salmon een uur mee tegen Ecuador (0-0 gelijk). Salmon speelde voor het laatst met Zuid-Afrika in augustus 2006 tijdens een oefenduel met Namibië (0-0 gelijkspel). Hij maakte tijdens deze 3 interlands geen doelpunten.
| Interlands van Glen Salmon voor Zuid-Afrika | Interlands van Glen Salmon voor Zuid-Afrika | Interlands van Glen Salmon voor Zuid-Afrika | Interlands van Glen Salmon voor Zuid-Afrika | Interlands van Glen Salmon voor Zuid-Afrika | Interlands van Glen Salmon voor Zuid-Afrika |
| №                                           | Datum                                       | Wedstrijd                                   | Uitslag                                     | Competitie                                  | Goals                                       |
| Als speler van NAC Breda                    | Als speler van NAC Breda                    | Als speler van NAC Breda                    | Als speler van NAC Breda                    | Als speler van NAC Breda                    | Als speler van NAC Breda                    |
| ------------------------------------------- | ------------------------------------------- | ------------------------------------------- | ------------------------------------------- | ------------------------------------------- | ------------------------------------------- |
| 1                                           | 02-02-2000                                  | Algerije – Zuid-Afrika                      | 1 – 1                                       | Afrika Cup 2000 Groepsfase                  | 0                                           |
| 2                                           | 17-04-2002                                  | Zuid-Afrika – Ecuador                       | 0 – 0                                       | Vriendschappelijk                           | 0                                           |
| Als speler van FC Groningen                 |                                             |                                             |                                             |                                             |                                             |
| 3                                           | 16-08-2006                                  | Namibië – Zuid-Afrika                       | 0 – 0                                       | Vriendschappelijk                           | 0                                           |

## Clubstatistieken
| Seizoen | Club              | Land        | Duels | Goals | Competitie            |
| ------- | ----------------- | ----------- | ----- | ----- | --------------------- |
| 1998/99 | Supersport United | Zuid-Afrika | 31    | 12    | Premier Soccer League |
| 1999/00 | NAC Breda         | Nederland   | 26    | 16    | Eerste Divisie        |
| 2000/01 | NAC Breda         | Nederland   | 24    | 3     | Eredivisie            |
| 2001/02 | NAC Breda         | Nederland   | 32    | 9     | Eredivisie            |
| 2002/03 | FC Groningen      | Nederland   | 29    | 5     | Eredivisie            |
| 2003/04 | FC Groningen      | Nederland   | 26    | 6     | Eredivisie            |
| 2004/05 | FC Groningen      | Nederland   | 21    | 5     | Eredivisie            |
| 2005/06 | FC Groningen      | Nederland   | 24    | 7     | Eredivisie            |
| 2006/07 | FC Groningen      | Nederland   | 17    | 3     | Eredivisie            |
|         | NAC Breda         | Nederland   | 10    | 8     | Eredivisie            |
| 2007/08 | PAOK Saloniki     | Griekenland | 34    | 5     | Super League          |
| 2008/09 | Supersport United | Zuid-Afrika | 19    | 1     | Premier Soccer League |
| 2009/10 | Supersport United | Zuid-Afrika | 21    | 6     | Premier Soccer League |
| 2010/11 | Supersport United | Zuid-Afrika | 11    | 1     | Premier Soccer League |
| 2011/12 | Supersport United | Zuid-Afrika | 11    | 1     | Premier Soccer League |
| Totaal  | Totaal            | Totaal      | 265   | 69    |                       |